# Alias Gardelito
Alias Gardelito ist ein argentinischer Film von Lautaro Murúa aus dem Jahr 1966, das Drehbuch stammt von Augusto Roa Bastos und Bernardo Kordon. Zu den Darstellern gehören Alberto Argibay, Virginia Lago und Walter Vidarte.

## Handlung
Der Film handelt von der Schwierigkeit, angesichts einer unerbittlichen Armut als ehrlicher Mensch zu leben. Der Titel des Films spielt auf den argentinischen Tangosänger Carlos Gardel an, das Idol des Antihelden Toribio, gespielt von Alberto Argibay. Toribios Lebensziel ist es, dem berühmten Sänger nachzueifern und ebenfalls Erfolg im Musikgeschäft zu haben. Gleichzeitig hört er jedoch nicht damit auf zu stehlen. Entmutigt, weil ihm sein musikalischer Durchbruch nicht gelingen will, lässt er sich mit einer Schmugglerorganisation ein.

## Bewertung
Alias Gardelito ist einer jener Filme des „Neuen Kinos“, das in den späten 1950ern und frühen 1960ern entstand und gehört, neben Filmen von Simón Feldman, David José Kohon, Rodolfo Kuhn, Manuel Antín und René Mugica, zu den besten Filmen jener Periode. Laut Paulo Antônio de Paranaguá liegt in diesen Filmen der Schwerpunkt auf der Psychologie der Personen, die sozialen Themen, die in den Filmen behandelt werden, liefern jedoch den Hintergrund für ihre Handlungen, wie es auch in Alias Gardelito der Fall ist. 1968 erhielt der Film den Premios Cóndor de Plata als Bester Film des Jahres.